# Bruchidius luteopygus
Bruchidius luteopygus là một loài bọ cánh cứng trong họ Bruchidae. Loài này được Van tonder miêu tả khoa học năm 1985.